# Lago Vyg
Lago Vyg (em russo: Выгозеро; romaniz.: Vygozero) é um lago de água doce da república da Carélia, no noroeste da Rússia.